# Pandemia di COVID-19 in Arabia Saudita
Il primo caso della pandemia di COVID-19 in Arabia Saudita è stato confermato il 2 marzo 2020.
Il regno ha annunciato la sospensione di tutti i viaggi nazionali e internazionali il 21 marzo 2020; I viaggi interni saranno poi ripresi il 21 maggio 2020. Dopo che il coprifuoco e i lockdown sono stati posti a diversi livelli amministrativi, il numero di casi confermati giornalmente si è ridotto drasticamente ed entro il 21 giugno tutti i coprifuoco sono stati revocati attraverso un programma in tre fasi attuato in tutto il Paese, ad eccezione della città della Mecca. A metà luglio, il regno aveva più guarigioni giornaliere che casi. L'Hajj ha avuto luogo con solo 10.000 pellegrini distanziati autorizzati a prendere parte al pellegrinaggio annuale, che cadeva durante l'ultima settimana di luglio e la prima settimana di agosto.
Anche l'economia dell'Arabia Saudita ha subito un forte impatto; un deficit di bilancio di 9 miliardi di dollari USA è stato segnalato nel primo trimestre del 2020 a causa del calo dei prezzi del petrolio e degli effetti economici della pandemia. Sono state prese diverse misure per stimolare l'economia, tra cui l'aumento dell'IVA dal 5% al 15%, a partire dal 1º luglio 2020, e il taglio della spesa di 100 miliardi di riyal. Un disavanzo di bilancio di 40,768 miliardi di riyal è stato registrato dal governo nel suo terzo trimestre del 2020, che secondo quanto riferito era più della metà del deficit calcolato nel trimestre precedente. La variazione delle cifre è risultata in seguito all'aumento delle entrate non petrolifere, che ha dato il via a un continuo calo del reddito petrolifero. Riyadh prevede di ridurre la sua spesa nel 2021 a 990 miliardi di riyal.
Il 5 maggio 2023, l'Organizzazione mondiale della sanità dichiara ufficialmente la fine della pandemia.

## Antefatti
Il 12 gennaio 2020, l'Organizzazione mondiale della sanità (OMS) ha confermato che un nuovo coronavirus era la causa di una nuova infezione polmonare che aveva colpito diversi abitanti della città di Wuhan, nella provincia cinese dell'Hubei, il cui caso era stato portato all'attenzione dell'OMS il 31 dicembre 2019.
Sebbene nel tempo il tasso di mortalità del COVID-19 si sia rivelato decisamente più basso di quello dell'epidemia di SARS che aveva imperversato nel 2003, la trasmissione del virus SARS-CoV-2, alla base del COVID-19, è risultata essere molto più ampia di quella del precedente virus del 2003, ed ha portato a un numero totale di morti molto più elevato.

## Andamento dei contagi
| Data                                      | Data       |  | Numero di casi  | Numero di morti |
| ----------------------------------------- | ---------- |  | --------------- | --------------- |
| 02-03-2020                                | 02-03-2020 |  | 1(N.D.)         |                 |
| 03-03-2020                                | 03-03-2020 |  | 1(=)            |                 |
| 04-03-2020                                | 04-03-2020 |  | 2(+100%)        |                 |
| 05-03-2020                                | 05-03-2020 |  | 5(+150%)        |                 |
| 06-03-2020                                | 06-03-2020 |  | 5(=)            |                 |
| 07-03-2020                                | 07-03-2020 |  | 7(+40%)         |                 |
| 08-03-2020                                | 08-03-2020 |  | 11(+57%)        |                 |
| 09-03-2020                                | 09-03-2020 |  | 15(+36%)        |                 |
| 10-03-2020                                | 10-03-2020 |  | 20(+33%)        |                 |
| 11-03-2020                                | 11-03-2020 |  | 45(+125%)       |                 |
| 12-03-2020                                | 12-03-2020 |  | 62(+38%)        |                 |
| 13-03-2020                                | 13-03-2020 |  | 86(+39%)        |                 |
| 14-03-2020                                | 14-03-2020 |  | 103(+20%)       |                 |
| 15-03-2020                                | 15-03-2020 |  | 118(+15%)       |                 |
| 16-03-2020                                | 16-03-2020 |  | 133(+13%)       |                 |
| 17-03-2020                                | 17-03-2020 |  | 171(+29%)       |                 |
| 18-03-2020                                | 18-03-2020 |  | 238(+39%)       |                 |
| 19-03-2020                                | 19-03-2020 |  | 274(+15%)       |                 |
| 20-03-2020                                | 20-03-2020 |  | 344(+26%)       |                 |
| 21-03-2020                                | 21-03-2020 |  | 392(+14%)       |                 |
| 22-03-2020                                | 22-03-2020 |  | 511(+30%)       |                 |
| 23-03-2020                                | 23-03-2020 |  | 562(+10%)       |                 |
| 24-03-2020                                | 24-03-2020 |  | 767(+36%)       | 1(N.D.)         |
| 25-03-2020                                | 25-03-2020 |  | 900(+17%)       | 2(+100%)        |
| 26-03-2020                                | 26-03-2020 |  | 1 012(+12%)     | 3(+50%)         |
| 27-03-2020                                | 27-03-2020 |  | 1 104(+9,1%)    | 3(=)            |
| 28-03-2020                                | 28-03-2020 |  | 1 203(+9%)      | 4(+33%)         |
| 29-03-2020                                | 29-03-2020 |  | 1 299(+8%)      | 8(+100%)        |
| 30-03-2020                                | 30-03-2020 |  | 1 453(+12%)     | 8(=)            |
| 31-03-2020                                | 31-03-2020 |  | 1 563(+7,6%)    | 10(+25%)        |
| 01-04-2020                                | 01-04-2020 |  | 1 720(+10%)     | 16(+60%)        |
| 02-04-2020                                | 02-04-2020 |  | 1 885(+9,6%)    | 21(+31%)        |
| 03-04-2020                                | 03-04-2020 |  | 2 039(+8,2%)    | 25(+19%)        |
| 04-04-2020                                | 04-04-2020 |  | 2 179(+6,9%)    | 29(+16%)        |
| 05-04-2020                                | 05-04-2020 |  | 2 385(+9,5%)    | 34(+17%)        |
| 06-04-2020                                | 06-04-2020 |  | 2 523(+5,8%)    | 38(+12%)        |
| 07-04-2020                                | 07-04-2020 |  | 2 795(+11%)     | 41(+7,9%)       |
| 08-04-2020                                | 08-04-2020 |  | 2 932(+4,9%)    | 41(=)           |
| 09-04-2020                                | 09-04-2020 |  | 3 287(+12%)     | 44(+7,3%)       |
| 10-04-2020                                | 10-04-2020 |  | 3 651(+11%)     | 47(+6,8%)       |
| 11-04-2020                                | 11-04-2020 |  | 4 033(+10%)     | 52(+11%)        |
| 12-04-2020                                | 12-04-2020 |  | 4 462(+11%)     | 59(+13%)        |
| 13-04-2020                                | 13-04-2020 |  | 4 934(+11%)     | 65(+10%)        |
| 14-04-2020                                | 14-04-2020 |  | 5 369(+8,8%)    | 73(+12%)        |
| 15-04-2020                                | 15-04-2020 |  | 5 862(+9,2%)    | 79(+8,2%)       |
| 16-04-2020                                | 16-04-2020 |  | 6 380(+8,8%)    | 86(+8,9%)       |
| 17-04-2020                                | 17-04-2020 |  | 7 142(+12%)     | 87(+1,2%)       |
| 18-04-2020                                | 18-04-2020 |  | 8 274(+16%)     | 92(+5,7%)       |
| 19-04-2020                                | 19-04-2020 |  | 9 362(+13%)     | 97(+5,4%)       |
| 20-04-2020                                | 20-04-2020 |  | 10 484(+12%)    | 103(+6,2%)      |
| 21-04-2020                                | 21-04-2020 |  | 11 631(+11%)    | 109(+5,8%)      |
| 22-04-2020                                | 22-04-2020 |  | 12 772(+9,8%)   | 114(+4,6%)      |
| 23-04-2020                                | 23-04-2020 |  | 13 930(+9,1%)   | 121(+6,1%)      |
| 24-04-2020                                | 24-04-2020 |  | 15 102(+8,4%)   | 127(+5%)        |
| 25-04-2020                                | 25-04-2020 |  | 16 299(+7,9%)   | 136(+7,1%)      |
| 26-04-2020                                | 26-04-2020 |  | 17 522(+7,5%)   | 139(+2,2%)      |
| 27-04-2020                                | 27-04-2020 |  | 18 811(+7,4%)   | 144(+3,6%)      |
| 28-04-2020                                | 28-04-2020 |  | 20 077(+6,7%)   | 152(+5,6%)      |
| 29-04-2020                                | 29-04-2020 |  | 21 402(+6,6%)   | 157(+3,3%)      |
| 30-04-2020                                | 30-04-2020 |  | 22 753(+6,3%)   | 162(+3,2%)      |
| 01-05-2020                                | 01-05-2020 |  | 24 097(+5,9%)   | 169(+4,3%)      |
| 02-05-2020                                | 02-05-2020 |  | 25 459(+5,7%)   | 176(+4,1%)      |
| 03-05-2020                                | 03-05-2020 |  | 27 011(+6,1%)   | 184(+4,5%)      |
| 04-05-2020                                | 04-05-2020 |  | 28 656(+6,1%)   | 191(+3,8%)      |
| 05-05-2020                                | 05-05-2020 |  | 30 251(+5,6%)   | 200(+4,7%)      |
| 06-05-2020                                | 06-05-2020 |  | 31 938(+5,6%)   | 209(+4,5%)      |
| 07-05-2020                                | 07-05-2020 |  | 33 731(+5,6%)   | 219(+4,8%)      |
| 08-05-2020                                | 08-05-2020 |  | 35 432(+5%)     | 229(+4,6%)      |
| 09-05-2020                                | 09-05-2020 |  | 37 136(+4,8%)   | 239(+4,4%)      |
| 10-05-2020                                | 10-05-2020 |  | 39 048(+5,1%)   | 246(+2,9%)      |
| 11-05-2020                                | 11-05-2020 |  | 41 014(+5%)     | 255(+3,7%)      |
| 12-05-2020                                | 12-05-2020 |  | 42 925(+4,7%)   | 264(+3,5%)      |
| 13-05-2020                                | 13-05-2020 |  | 44 830(+4,4%)   | 273(+3,4%)      |
| 14-05-2020                                | 14-05-2020 |  | 46 869(+4,5%)   | 283(+3,7%)      |
| 15-05-2020                                | 15-05-2020 |  | 49 176(+4,9%)   | 292(+3,2%)      |
| 16-05-2020                                | 16-05-2020 |  | 52 016(+5,8%)   | 302(+3,4%)      |
| 17-05-2020                                | 17-05-2020 |  | 54 752(+5,3%)   | 312(+3,3%)      |
| 18-05-2020                                | 18-05-2020 |  | 57 345(+4,7%)   | 320(+2,6%)      |
| 19-05-2020                                | 19-05-2020 |  | 59 854(+4,4%)   | 329(+2,8%)      |
| 20-05-2020                                | 20-05-2020 |  | 62 545(+4,5%)   | 339(+3%)        |
| 21-05-2020                                | 21-05-2020 |  | 65 077(+4%)     | 351(+3,5%)      |
| 22-05-2020                                | 22-05-2020 |  | 67 719(+4,1%)   | 364(+3,7%)      |
| 23-05-2020                                | 23-05-2020 |  | 70 161(+3,6%)   | 379(+4,1%)      |
| 24-05-2020                                | 24-05-2020 |  | 72 560(+3,4%)   | 390(+2,9%)      |
| 25-05-2020                                | 25-05-2020 |  | 74 765(+3%)     | 399(+2,3%)      |
| 26-05-2020                                | 26-05-2020 |  | 76 726(+2,6%)   | 411(+3%)        |
| 27-05-2020                                | 27-05-2020 |  | 78 541(+2,4%)   | 425(+3,4%)      |
| 28-05-2020                                | 28-05-2020 |  | 80 185(+2,1%)   | 441(+3,8%)      |
| 29-05-2020                                | 29-05-2020 |  | 81 766(+2%)     | 458(+3,9%)      |
| 30-05-2020                                | 30-05-2020 |  | 83 384(+2%)     | 480(+4,8%)      |
| 31-05-2020                                | 31-05-2020 |  | 85 261(+2,3%)   | 503(+4,8%)      |
| 01-06-2020                                | 01-06-2020 |  | 87 142(+2,2%)   | 525(+4,4%)      |
| 02-06-2020                                | 02-06-2020 |  | 89 011(+2,1%)   | 549(+4,6%)      |
| 03-06-2020                                | 03-06-2020 |  | 91 182(+2,4%)   | 579(+5,5%)      |
| 04-06-2020                                | 04-06-2020 |  | 93 157(+2,2%)   | 611(+5,5%)      |
| 05-06-2020                                | 05-06-2020 |  | 95 748(+2,8%)   | 642(+5,1%)      |
| 06-06-2020                                | 06-06-2020 |  | 98 869(+3,3%)   | 676(+5,3%)      |
| 07-06-2020                                | 07-06-2020 |  | 101 914(+3,1%)  | 712(+5,3%)      |
| 08-06-2020                                | 08-06-2020 |  | 105 283(+3,3%)  | 746(+4,8%)      |
| 09-06-2020                                | 09-06-2020 |  | 108 571(+3,1%)  | 783(+5%)        |
| 10-06-2020                                | 10-06-2020 |  | 112 288(+3,4%)  | 819(+4,6%)      |
| 11-06-2020                                | 11-06-2020 |  | 116 021(+3,3%)  | 857(+4,6%)      |
| 12-06-2020                                | 12-06-2020 |  | 119 942(+3,4%)  | 893(+4,2%)      |
| 13-06-2020                                | 13-06-2020 |  | 123 308(+2,8%)  | 932(+4,4%)      |
| 14-06-2020                                | 14-06-2020 |  | 127 541(+3,4%)  | 974(+4,5%)      |
| 15-06-2020                                | 15-06-2020 |  | 132 048(+3,5%)  | 1 011(+3,8%)    |
| 16-06-2020                                | 16-06-2020 |  | 136 315(+3,2%)  | 1 052(+4,1%)    |
| 17-06-2020                                | 17-06-2020 |  | 141 234(+3,6%)  | 1 091(+3,7%)    |
| 18-06-2020                                | 18-06-2020 |  | 145 991(+3,4%)  | 1 139(+4,4%)    |
| 19-06-2020                                | 19-06-2020 |  | 150 292(+2,9%)  | 1 184(+4%)      |
| 20-06-2020                                | 20-06-2020 |  | 154 233(+2,6%)  | 1 230(+3,9%)    |
| 21-06-2020                                | 21-06-2020 |  | 157 612(+2,2%)  | 1 267(+3%)      |
| 22-06-2020                                | 22-06-2020 |  | 161 005(+2,2%)  | 1 307(+3,2%)    |
| 23-06-2020                                | 23-06-2020 |  | 164 144(+1,9%)  | 1 346(+3%)      |
| 24-06-2020                                | 24-06-2020 |  | 167 267(+1,9%)  | 1 387(+3%)      |
| 25-06-2020                                | 25-06-2020 |  | 170 639(+2%)    | 1 428(+3%)      |
| 26-06-2020                                | 26-06-2020 |  | 174 577(+2,3%)  | 1 474(+3,2%)    |
| 27-06-2020                                | 27-06-2020 |  | 178 504(+2,2%)  | 1 511(+2,5%)    |
| 28-06-2020                                | 28-06-2020 |  | 182 493(+2,2%)  | 1 551(+2,6%)    |
| 29-06-2020                                | 29-06-2020 |  | 186 436(+2,2%)  | 1 599(+3,1%)    |
| 30-06-2020                                | 30-06-2020 |  | 190 823(+2,4%)  | 1 649(+3,1%)    |
| 01-07-2020                                | 01-07-2020 |  | 194 225(+1,8%)  | 1 698(+3%)      |
| 02-07-2020                                | 02-07-2020 |  | 197 608(+1,7%)  | 1 752(+3,2%)    |
| 03-07-2020                                | 03-07-2020 |  | 201 801(+2,1%)  | 1 802(+2,9%)    |
| 04-07-2020                                | 04-07-2020 |  | 205 929(+2%)    | 1 858(+3,1%)    |
| 05-07-2020                                | 05-07-2020 |  | 209 509(+1,7%)  | 1 916(+3,1%)    |
| 06-07-2020                                | 06-07-2020 |  | 213 716(+2%)    | 1 968(+2,7%)    |
| 07-07-2020                                | 07-07-2020 |  | 217 108(+1,6%)  | 2 017(+2,5%)    |
| 08-07-2020                                | 08-07-2020 |  | 220 144(+1,4%)  | 2 059(+2,1%)    |
| 09-07-2020                                | 09-07-2020 |  | 223 327(+1,4%)  | 2 100(+2%)      |
| 10-07-2020                                | 10-07-2020 |  | 226 486(+1,4%)  | 2 151(+2,4%)    |
| 11-07-2020                                | 11-07-2020 |  | 229 480(+1,3%)  | 2 181(+1,4%)    |
| 12-07-2020                                | 12-07-2020 |  | 232 259(+1,2%)  | 2 223(+1,9%)    |
| 13-07-2020                                | 13-07-2020 |  | 235 111(+1,2%)  | 2 243(+0,9%)    |
| 14-07-2020                                | 14-07-2020 |  | 237 803(+1,1%)  | 2 283(+1,8%)    |
| 15-07-2020                                | 15-07-2020 |  | 240 474(+1,1%)  | 2 325(+1,8%)    |
| 16-07-2020                                | 16-07-2020 |  | 243 238(+1,1%)  | 2 370(+1,9%)    |
| 17-07-2020                                | 17-07-2020 |  | 245 851(+1,1%)  | 2 407(+1,6%)    |
| 18-07-2020                                | 18-07-2020 |  | 248 416(+1%)    | 2 447(+1,7%)    |
| 19-07-2020                                | 19-07-2020 |  | 250 920(+1%)    | 2 486(+1,6%)    |
| 20-07-2020                                | 20-07-2020 |  | 253 349(+0,97%) | 2 523(+1,5%)    |
| 21-07-2020                                | 21-07-2020 |  | 255 825(+0,98%) | 2 557(+1,3%)    |
| 22-07-2020                                | 22-07-2020 |  | 258 156(+0,91%) | 2 601(+1,7%)    |
| 23-07-2020                                | 23-07-2020 |  | 260 394(+0,87%) | 2 635(+1,3%)    |
| 24-07-2020                                | 24-07-2020 |  | 262 772(+0,91%) | 2 672(+1,4%)    |
| 25-07-2020                                | 25-07-2020 |  | 264 973(+0,84%) | 2 703(+1,2%)    |
| 26-07-2020                                | 26-07-2020 |  | 266 941(+0,74%) | 2 733(+1,1%)    |
| 27-07-2020                                | 27-07-2020 |  | 268 934(+0,75%) | 2 760(+0,99%)   |
| 28-07-2020                                | 28-07-2020 |  | 270 831(+0,71%) | 2 789(+1,1%)    |
| 29-07-2020                                | 29-07-2020 |  | 272 590(+0,65%) | 2 816(+0,97%)   |
| 30-07-2020                                | 30-07-2020 |  | 274 219(+0,6%)  | 2 842(+0,92%)   |
| 31-07-2020                                | 31-07-2020 |  | 275 905(+0,61%) | 2 866(+0,84%)   |
| 01-08-2020                                | 01-08-2020 |  | 277 478(+0,57%) | 2 887(+0,73%)   |
| 02-08-2020                                | 02-08-2020 |  | 278 871(+0,5%)  | 2 917(+1%)      |
| 03-08-2020                                | 03-08-2020 |  | 280 093(+0,44%) | 2 949(+1,1%)    |
| 04-08-2020                                | 04-08-2020 |  | 281 435(+0,48%) | 2 984(+1,2%)    |
| 05-08-2020                                | 05-08-2020 |  | 282 824(+0,49%) | 3 020(+1,2%)    |
| 06-08-2020                                | 06-08-2020 |  | 284 226(+0,5%)  | 3 055(+1,2%)    |
| 07-08-2020                                | 07-08-2020 |  | 285 793(+0,55%) | 3 093(+1,2%)    |
| 08-08-2020                                | 08-08-2020 |  | 287 262(+0,51%) | 3 160(+2,2%)    |
| 09-08-2020                                | 09-08-2020 |  | 288 690(+0,5%)  | 3 167(+0,22%)   |
| 10-08-2020                                | 10-08-2020 |  | 289 947(+0,44%) | 3 199(+1%)      |
| 11-08-2020                                | 11-08-2020 |  | 291 468(+0,52%) | 3 233(+1,1%)    |
| 12-08-2020                                | 12-08-2020 |  | 293 037(+0,54%) | 3 269(+1,1%)    |
| 13-08-2020                                | 13-08-2020 |  | 294 519(+0,51%) | 3 303(+1%)      |
| 14-08-2020                                | 14-08-2020 |  | 295 902(+0,47%) | 3 338(+1,1%)    |
| 15-08-2020                                | 15-08-2020 |  | 297 315(+0,48%) | 3 369(+0,93%)   |
| 16-08-2020                                | 16-08-2020 |  | 298 542(+0,41%) | 3 408(+1,2%)    |
| 17-08-2020                                | 17-08-2020 |  | 299 914(+0,46%) | 3 436(+0,82%)   |
| 18-08-2020                                | 18-08-2020 |  | 301 323(+0,47%) | 3 470(+0,99%)   |
| 19-08-2020                                | 19-08-2020 |  | 302 686(+0,45%) | 3 506(+1%)      |
| 20-08-2020                                | 20-08-2020 |  | 303 973(+0,43%) | 3 548(+1,2%)    |
| 21-08-2020                                | 21-08-2020 |  | 305 186(+0,4%)  | 3 580(+0,9%)    |
| 22-08-2020                                | 22-08-2020 |  | 306 370(+0,39%) | 3 619(+1,1%)    |
| 23-08-2020                                | 23-08-2020 |  | 307 479(+0,36%) | 3 649(+0,83%)   |
| 24-08-2020                                | 24-08-2020 |  | 308 654(+0,38%) | 3 691(+1,2%)    |
| 25-08-2020                                | 25-08-2020 |  | 309 768(+0,36%) | 3 722(+0,84%)   |
| 26-08-2020                                | 26-08-2020 |  | 310 836(+0,34%) | 3 755(+0,89%)   |
| 27-08-2020                                | 27-08-2020 |  | 311 855(+0,33%) | 3 785(+0,8%)    |
| 28-08-2020                                | 28-08-2020 |  | 312 924(+0,34%) | 3 813(+0,74%)   |
| 29-08-2020                                | 29-08-2020 |  | 313 911(+0,32%) | 3 840(+0,71%)   |
| 30-08-2020                                | 30-08-2020 |  | 314 821(+0,29%) | 3 870(+0,78%)   |
| 31-08-2020                                | 31-08-2020 |  | 315 772(+0,3%)  | 3 897(+0,7%)    |
| 01-09-2020                                | 01-09-2020 |  | 316 670(+0,28%) | 3 929(+0,82%)   |
| 02-09-2020                                | 02-09-2020 |  | 317 486(+0,26%) | 3 956(+0,69%)   |
| 03-09-2020                                | 03-09-2020 |  | 318 319(+0,26%) | 3 982(+0,66%)   |
| 04-09-2020                                | 04-09-2020 |  | 319 141(+0,26%) | 4 015(+0,83%)   |
| 05-09-2020                                | 05-09-2020 |  | 319 932(+0,25%) | 4 049(+0,85%)   |
| 06-09-2020                                | 06-09-2020 |  | 320 688(+0,24%) | 4 081(+0,79%)   |
| 07-09-2020                                | 07-09-2020 |  | 321 456(+0,24%) | 4 107(+0,64%)   |
| 08-09-2020                                | 08-09-2020 |  | 322 237(+0,24%) | 4 137(+0,73%)   |
| 09-09-2020                                | 09-09-2020 |  | 323 012(+0,24%) | 4 165(+0,68%)   |
| 10-09-2020                                | 10-09-2020 |  | 323 720(+0,22%) | 4 189(+0,58%)   |
| 11-09-2020                                | 11-09-2020 |  | 324 407(+0,21%) | 4 213(+0,57%)   |
| 12-09-2020                                | 12-09-2020 |  | 325 050(+0,2%)  | 4 240(+0,64%)   |
| 13-09-2020                                | 13-09-2020 |  | 325 651(+0,18%) | 4 268(+0,66%)   |
| 14-09-2020                                | 14-09-2020 |  | 326 258(+0,19%) | 4 305(+0,87%)   |
| 15-09-2020                                | 15-09-2020 |  | 326 930(+0,21%) | 4 338(+0,77%)   |
| 16-09-2020                                | 16-09-2020 |  | 327 551(+0,19%) | 4 369(+0,71%)   |
| 17-09-2020                                | 17-09-2020 |  | 328 144(+0,18%) | 4 399(+0,69%)   |
| 18-09-2020                                | 18-09-2020 |  | 328 720(+0,18%) | 4 430(+0,7%)    |
| 19-09-2020                                | 19-09-2020 |  | 329 271(+0,17%) | 4 458(+0,63%)   |
| 20-09-2020                                | 20-09-2020 |  | 329 754(+0,15%) | 4 485(+0,61%)   |
| 21-09-2020                                | 21-09-2020 |  | 330 246(+0,15%) | 4 512(+0,6%)    |
| 22-09-2020                                | 22-09-2020 |  | 330 798(+0,17%) | 4 542(+0,66%)   |
| 23-09-2020                                | 23-09-2020 |  | 331 359(+0,17%) | 4 569(+0,59%)   |
| Fonti: - Ultimo aggiornamento: 23.09.2020 |            |  |                 |                 |

## Cronologia

### Marzo
Il 2 marzo, l'Arabia Saudita ha confermato il suo primo caso, si trattava di un cittadino saudita che ritorna dall'Iran via Bahrein.
Il 4 marzo, l'Arabia Saudita ha riportato un secondo caso di coronavirus, un compagno di viaggio del primo caso.
Il 5 marzo, il Ministero della Salute dell'Arabia Saudita ha annunciato tre nuovi casi;  due dei quali erano una coppia che viaggiava dall'Iran attraverso il Kuwait e uno, un altro compagno del primo e del secondo caso.
Il 7 marzo, il Ministero della Salute ha annunciato altri due nuovi casi. Uno arriva dall'Iran attraverso il Bahrain e l'altro da Najaf in Iraq attraverso gli Emirati Arabi Uniti. Entrambi non rivelarono alle autorità le loro visite nelle nazioni fortemente colpite e furono quindi fatti entrare.
L'8 marzo, sono stati confermati altri 4 casi, tre di questi erano cittadini entrati contatto con precedenti casi di infezione arrivati dall'Iran e il quarto caso era un cittadino arrivato dall'Iran attraverso gli Emirati Arabi Uniti.
Il 9 marzo, le autorità saudite hanno annunciato la conferma di altri quattro casi di coronavirus, si trattava di cittadini sauditi, due cittadini del Bahrein e un americano. Tutti i casi furono messi in quarantena a Qatif e Riyad.
L'11 marzo, il Ministero della Salute ha confermato un altro caso, un viaggiatore egiziano. Lo stesso giorno, il Ministero ha inoltre annunciato altri 24 casi, 21 dei quali erano egiziani che erano entrati in contatto con la prima persona che si era dimostrata positiva in precedenza quel giorno, portando il totale dei casi nel paese a 45.
Il 18 marzo, il Ministeeo della salute ha annunciato 67 nuovi casi, 6 dei quali erano bambini, portando il totale nel Regno a 238.
Il 20 marzo, il Ministero della Salute ha confermato 70 nuovi casi di coronavirus.  Il Ministero della salute ha annunciato di portare il totale in Arabia Saudita a 344. In una dichiarazione nella notte, il Ministero ha dichiarato che tra le nuove infezioni 11 erano arrivate da Marocco, India, Giordania, Filippine, Gran Bretagna, Emirati Arabi Uniti e Svizzera. Questi 11 casi erano stati trasferiti direttamente dagli aeroporti e isolati negli ospedali. Un altro caso è stato quello di un operatore sanitario a Riyad.
Il 21 marzo, il Ministero ha riferito che solo le fonti ufficiali possono essere invocate per fornire informazioni accurate.
Il 23 marzo, il re Salman ha emesso anche un ordine che limitava il movimento dalle 19:00 alle 6 del mattino nel regno.
Il 24 marzo, il Ministero della Salute ha annunciato che un cittadino afghano di 51 anni ad Al Madinah era la prima vittima nel paese.
Il 25 marzo, il Ministero ha annunciato la seconda morte del regno, residente alla Mecca.
Il 29 marzo, il re Salman ha ordinato che tutti i pazienti COVID-19 dovranno essere curati gratuitamente, indipendentemente dal loro visto o stato iqama (permesso di soggiorno).

### Aprile
L'8 aprile, il New York Times ha riferito che 150 membri della famiglia reale saudita erano risultati positivi. Il nipote del re, Faisal bin Bandar Al Saud, si trovava in terapia intensiva per le complicanze del coronavirus.
Il 20 aprile, il numero totale di casi confermati ha superato quota 10.000.
Il 28 aprile, il numero totale di casi confermati ha superato quota 20.000, con 17.141 casi attivi.
Il 30 aprile, il numero totale di casi confermati ha superato i 22.000 poiché sono stati confermati 1.351 nuovi casi. Nel 83% dei casi, si trattava di cittadini stranieri e il 17% erano cittadini del paese.

### Maggio
Il 1º maggio, il numero totale di casi confermati ha superato quota 24.000.
Il 4 maggio, il numero totale di casi confermati ha superato quota 28.656, solo nel 19% dei casi si trattava di cittadini sauditi.
Il 5 maggio, il numero totale di casi confermati ha superato quota 30.000.
Il 17 maggio sono stati confermati 2.736 nuovi casi, il 22% riguardavano le donne e il 9% i bambini, portando il totale dei casi confermati a 54.752 di cui 312 decessi.
Il 20 maggio, il numero totale di casi confermati ha superato quota 62 000, di cui 33.478 guariti, 339 decessi e 636.178 test.
Il 28 maggio, il numero totale di casi confermati ha superato quota 80 000: lo stesso giorno l'Arabia Saudita ha iniziato la prima fase della riapertura con l'obiettivo di tornare alla "normalità" in tutte le città, tranne a la Mecca, in cui l'allenamento delle restrizioni iniziera il 21 giugno 2020.

### Giugno
All'11 giugno, i cai totali erano 116.021 con un incremento di 3.733 nuovi casi, il più alto aumento giornaliero finora con il 40% dei nuovi casi nella città di Riyad.

## Misure preventive

### Chiusura di La Mecca e Medina
Il 27 febbraio 2020, l'Arabia Saudita ha annunciato la sospensione temporanea dell'ingresso per i musulmani che desiderano eseguire il pellegrinaggio di Umra nella Grande Moschea della Mecca o visitare la Moschea del Profeta a Medina.
Il 5 marzo sono state prese ulteriori misure precauzionali riguardo alla sicurezza dei siti santi islamici, inclusa la chiusura giornaliera temporanea della Grande Moschea ai fini di sterilizzazione.
Il 19 marzo, l'Arabia Saudita ha sospeso l'organizzazione delle preghiere quotidiane e delle preghiere del venerdì all'interno e all' esterno delle moschee di La Mecca e Medina per limitare la diffusione del coronavirus. Misure analoghe sono state attuate in tutto il paese durante la stessa settimana.

### Rimpatrio di cittadini sauditi
Il 2 febbraio, 10 studenti sauditi sono stati rimpatriati da Wuhan, tutti risultati negativi al test il giorno dopo. Tuttavia, furono tenuti in quarantena per altre due settimane prima di poter tornare a casa.

### Mobilità e trasporti
Il 6 febbraio l'Arabia Saudita ha annunciato un divieto di viaggio in Cina per cittadini e residenti. 
Il 28 febbraio, il ministro degli Affari esteri dell'Arabia Saudita ha annunciato la sospensione temporanea dell'ingresso dei cittadini del Consiglio di cooperazione del Golfo (GCC) alla Mecca e alla Madina. I cittadini del CCG che erano stati in Arabia Saudita per più di 14 giorni consecutivi e non avevano mostrato alcun sintomo del COVID-19 sarebbero stati esclusi da questa regola.
L'Arabia Saudita ha sospeso i voli passeggeri diretti per la Cina dall'inizio di febbraio. Il 20 marzo, il Ministero degli Interni ha sospeso i voli domestici, i treni, gli autobus e i taxi per 14 giorni, nel tentativo di fermare la diffusione del COVID-19. La nuova misura è entrata in vigore il 2 marzo 2020.

### Coprifuoco
L'8 marzo, il governo dell'Arabia Saudita ha annunciato che avrebbe temporaneamente bloccato tutti i trasporti in entrata e in uscita dal Governatorato di Qatif, sebbene ai residenti della zona sarebbe stato permesso di entrare in città.  Il Ministero degli Interni del paese ha dichiarato che tutte le persone con casi confermati nel paese provenivano da Qatif.
Il 24 marzo è stato messo in atto un coprifuoco su scala nazionale con movimenti limitati dalle 19:00 alle 6 del 30 marzo, il Governatorato di Jeddah è stato sottoposto a coprifuoco dal Ministero degli Interni, con tutti i movimenti da e verso la città sospesi. Le città sante della Mecca e della Madina sono state sottoposte a un coprifuoco di 24 ore a partire dal 2 aprile. Il 6 aprile, è stato annunciato che i coprifuoco di 24 ore sarebbero stati implementati nelle città di Riyadh, Dammam, Tabuk, Dhahran e Hofuf e nei governatorati di Jeddah, Ta'if, Khobar e Qatif, con movimenti limitati ai soli viaggi essenziali.

### Altre misure
Il 7 marzo, l'Autorità sportiva generale dell'Arabia Saudita ha annunciato che tutte le competizioni sportive si sarebbero tenute a porte chiuse. Inoltre, è stato anche annunciato che le Olimpiadi saudite del 2020 che si sarebbero tenute dal 23 marzo al 1 aprile sono state sospese fino a nuovo avviso. Il 14 marzo, il Ministero ha annunciato che tutte le competizioni sportive sarebbero state sospese fino a nuovo avviso, insieme alla chiusura di tutti gli stadi, i centri sportivi e le palestre.
L'8 marzo, il ministero dell'Istruzione saudita ha annunciato che tutte le istituzioni educative, comprese le scuole pubbliche e private, gli istituti di formazione tecnica e professionale saranno chiusi in Arabia Saudita per controllare la diffusione del virus. Il 14 marzo, il Ministero saudita degli affari comunali e rurali ha annunciato che avrebbe chiuso tutti i parchi di divertimento e le zone di intrattenimento nei centri commerciali, anche la sterilizzazione di tutti i ristoranti era una priorità. Inoltre, il ministero ha anche annunciato che avrebbe vietato tutti gli eventi sociali, inclusi funerali e matrimoni. Il 15 marzo il Ministero degli affari municipali e rurali ha inoltre annunciato la chiusura di tutti i centri commerciali, i ristoranti, le caffetterie, i parchi e gli edifici pubblici, ad eccezione delle farmacie e dei supermercati. Alcune persone sono state arrestate per presunta diffusione di informazioni false sulla pandemia di coronavirus.

### Misure economiche
Il 10 maggio 2020, l'Arabia Saudita ha annunciato la sospensione dell'indennità sul costo della vita di 1000 riyal al mese dal 1º giugno e un aumento dell'imposta sul valore aggiunto dal 5% al 15% dal 1º luglio.
Il Regno ridurrà anche la spesa di 100 miliardi di riyal (26.600.000.000 dollari USA). Le misure sono dovute a un deficit di bilancio di 9 miliardi di dollari USA, nel primo trimestre 2020, al calo dei prezzi del petrolio e agli effetti economici della pandemia.